# Judi Trott
Judi Trott, właściwie Judith Trott (ur. 11 listopada 1962 w Plymouth) – brytyjska aktorka, najbardziej znana z roli Lady Marion w serialu Robin z Sherwood (1984-1986).
Początkowo uczyła się baletu w Royal Ballet School w Anglii. Później studiowała aktorstwo w London Studio Centre. Jako aktorka debiutowała w 1980 roku w westernie Brama nieba (Heaven's Gate).
Jej mężem jest Gary Spratling, operator filmowy; ma z nim troje dzieci.